# Blériot 125
Die Blériot 125 war der Prototyp eines Passagierflugzeuges des französischen Herstellers Blériot Aéronautique.
Das Flugzeug, entwickelt vom SPAD-Konstrukteur Léon Kirste, wurde im November 1930 auf dem 12. Flugzeugsalon von Paris der Öffentlichkeit vorgestellt und erregte aufgrund des außergewöhnlichen Äußeren großes Aufsehen.
Der Erstflug des Prototyps erfolgte am 9. März 1931. Aufgrund der schlechten Flugleistungen bei den bis 1933 stattfindenden Testflügen blieb es bei dem einzigen Prototyp, der im Jahre 1934 verschrottet wurde.

## Aufbau
Bei der Blériot 125 handelte es sich um eine überwiegend aus Holz konstruierte Doppelrumpfmaschine. In das Rumpfmittelstück waren das Pilotencockpit und der Antrieb eingebaut. Beiderseits dieses Mittelstücks befand sich je ein Rumpfteil, in dessen komfortabler Kabine jeweils Platz für sechs Passagiere vorgesehen war.
Verbunden waren die beiden Rumpfteile im Heck durch das Höhenleitwerk, an dem vier Flossen für die Seitensteuerung angebracht waren.
Das Fahrwerk war mit je zwei Rädern in Tandemanordnung aerodynamisch günstig in die beiden Rumpfhälften integriert, nur die unteren Radhälften ragten aus der Verkleidung.

## Technische Daten

Dreiseitenriss

| Kenngröße             | Daten                                                      |
| --------------------- | ---------------------------------------------------------- |
| Besatzung             | 3                                                          |
| Passagiere            | 12                                                         |
| Länge                 | 13,83 m                                                    |
| Spannweite            | 29,40 m                                                    |
| Höhe                  | 4,00 m                                                     |
| Flügelfläche          | ca. 100 m²                                                 |
| Leermasse             | 4440 kg                                                    |
| max. Startmasse       | 7260 kg                                                    |
| Antrieb               | 2 Hispano-Suiza 12Hbr-Reihenmotoren mit je 405 kW (550 PS) |
| Höchstgeschwindigkeit | 220 km/h                                                   |
| Reichweite            | 1000 km                                                    |